# Ivan Moltchanov (pilote)
Ne doit pas être confondu avec Ivan Moltchanov (poète).
Ivan Ivanovitch Moltchanov, né le 18 janvier 1918 à Voroshilovo (dans la région de Tver, près de Moscou) et mort le 14 janvier 2016 à Moscou, est un pilote soviétique. 

## Biographie
Pendant la Seconde Guerre mondiale, il abat huit avions ennemis : quatre en solitaire et quatre autres en groupe.
À sa mort, il est le doyen des anciens combattants de l’escadrille Normandie-Niemen.

## Titres et distinctions
- Médaille d'or de la Renaissance française